# Айнабулацький сільський округ (Жанааркинський район)
Айнабула́цький сільський округ (каз. Айнабұлақ ауылдық округі, рос. Айнабулакский сельский округ) — адміністративна одиниця у складі Жанааркинського району Улитауської області Казахстану. Адміністративний центр — село Айнабулак.
Населення — 217 осіб (2021; 381 у 2009, 607 у 1999, 1098 у 1989).
Станом на 1989 рік існувала Айнабулацька сільська рада (села Айнабулак, Коксай). 2007 року було ліквідоване село Белкараган.

## Склад
До складу округу входять такі населені пункти:
| Населений пункт  | Населення, осіб (1989) | Населення, осіб (1999) | Населення, осіб (2009) | Населення, осіб (2021) |
| ---------------- | ---------------------- | ---------------------- | ---------------------- | ---------------------- |
| Айнабулак, село  | 913                    | 533                    | 381                    | 217                    |
| Белкараган, село | -                      | 43                     | -                      | -                      |
| Коксай, село     | 185                    | 31                     | -                      | -                      |